# Биляковец
Биляковец е карстово езеро в платото Стражата в близост до село Здравковец, Габровско и дъговидната „Вита стена“ (702 m). С площ около 2 ha, езерото е дом на много риби, птици и земноводни. Обявено е за природна забележителност на 4 април 1980 г., с обща площ 16,66 ha. В близост до езерото има иглолистни гори.